# Tequesquite (Jalisco)
Tequesquite es una localidad del estado mexicano de Jalisco. Es parte del municipio de Tomatlán.

## Demografía
| Gráfica de evolución demográfica |
|                                  |

| Censo | Población |
| ----- | --------- |
| 1910  | 35        |
| 1921  | 91        |
| 1930  | 38        |
| 1940  | 73        |
| 1950  | 80        |
| 1960  | 93        |
| 1970  | 286       |
| 1980  | 857       |
| 1990  | 924       |
| 2000  | 1 141     |
| 2010  | 1 172     |
| 2020  | 1 224     |